# Лабіринт Версаля

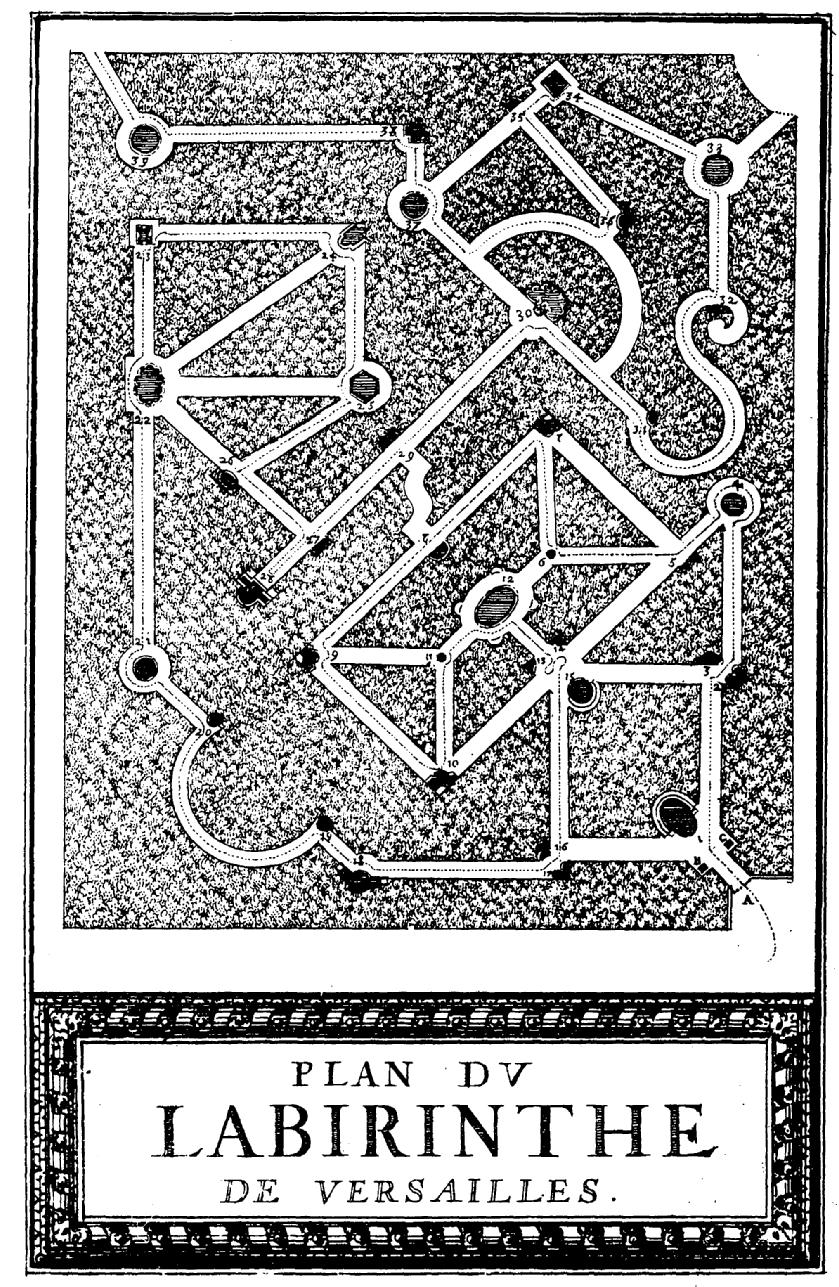
«План Лабіринту Версаля», надрукований Royal Press, Париж. Ілюстрація Себастьяна Леклерка.

Лабіринт Версаля — колишній лабіринт у Версальському парку, оформлений групами фонтанів і скульптур, що зображали байки Езопа. Спершу, у 1665 році, архітектор парку Андре Ленотр спроектував Лабіринт з простих алей, але у 1669 році Шарль Перро порадив королю Людовику XIV додати до нього тридцять дев'ять фонтанів, кожен з яких представлятиме одну з байок Езопа. Роботи по створенню Лабіринту тривали з 1672 по 1677 рік. Струмені води, що вилітали з ротів тварин-персонажів ніби зображали розмову між цими створіннями. Поруч із фонтанами були розміщені таблички з підписами і строфами поета Ісаака Бенсерада. Детальні описи Лабіринту, його байок і скульптур подані у виданні «Лабіринт Версаля» Шарля Перро, ілюстрованому гравюрами Себастьяна Леклерка.
У 1778 році за розпорядженням Людовика XVI на місці Лабіринту був влаштований дендрарій з екзотичними деревами в стилі англійського парку.

## Створення

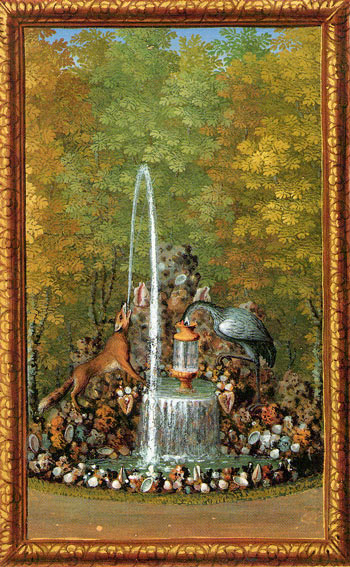
Байка «Лисиця і Журавель», «Лабіринт Версаля» Жака Бейлі

У 1665 році Андре Ленотр розпланував лабіринт з живоплоту на ділянці на південь від Фонатана Латони поруч з Оранжереєю. У 1668 році Жан де Лафонтен опублікував свою першу збірку байок, присвячених Великому Дофіну Людовику, шестирічному сину Людовика XIV. Хоча Лафонтен викликав невдоволення короля, його вірші, можливо, надихнули Шарля Перро, автора «Оповідань матінки Гуски», який попереднього року став головним службовцем сюрінтендатства королівських будівель, порадити Людовику XIV у 1669 році перебудувати Лабіринт таким чином, щоб він допомагав навчанню Дофіна. З 1672 по 1677 рік Ленотр перепланував Лабіринт, додавши до нього 39 фонтанів, які зображали сюжети байок Езопа. Над створенням гідравлічних скульптур працювали скульптори Жан-Батіст Тюбі, Етьєн ле Онгр, П'єр ле Гро, а також брати Гаспар і Бальтазар Марсі.
Кожен фонтан супроводжувала табличка з байкою Езопа у вигляді чотиривірша, написаного Ісааком де Берсерадом. По цим табличкам син Людовика XIV вчився читати. Берсерад, який також відбирав байки для Лабіринту, зазначав, що його вірші описували відповідні байки саме за побажанням Короля.
Коли у 1677 році Лабіринт був завершений, в ньому розташувались 39 фонтанів з 333 розфарбованими металевими скульптурами тварин. Вода для роботи фонтанів постачалась з Сени за допомогою Машини Марлі. В ній використовувалось 14 водопідйомних коліс, які приводили в дію 253 помпи, деякі з яких працювали на відстані у три чверті милі.
Планування Лабіринту було незвичайне відсутністю центральної точки, а також тим що, незважаючи на висоту живоплоту у п'ять метрів, тут було можливо оглянутись. Піганьйол де Лафорс описував Лабіринт як «мережу алей огороджених палісадником, де легко заблукати», а також продовжував: «на кожному повороті ви бачите фонтан, вишукано оздоблений мушлями, який дуже просто представляє байку, а її сюжет переказаний у чотирьох рядках золотими літерами на бронзовій табличці».
Невдовзі після того, як Лабіринт був завершений, Перро опублікував його опис: «Це квадрат молодого і дуже густо посадженого лісу, перерізаний численними алеями, які переплітаються одна з одною так майстерно, що немає нічого легше і приємніше, ніж в них заблукати. В кінці кожної алеї та в місцях їх перетину знаходяться фонтани, так що в якому б місці ви не перебували, можна одночасно побачити три або чотири з них, а частіше шість чи сім. Басейни цих фонтанів, всі різні за фігурами і оформленням, прикрашені витонченим камінням і рідкісними мушлями. Крім того, на них зображені тварини, персонажі найбільш відомих байок Езопа. Ці створіння настільки гарні, що здається ніби вони живі і беруть участь у дії яку зображають. Можна навіть сказати, що вони вимовляють слова, які приписані їм у байці, оскільки струмені води, які вони посилають один одному, здається, не тільки пожвавлюють їх, але й слугують для вираження їхніх почуттів і думок.»

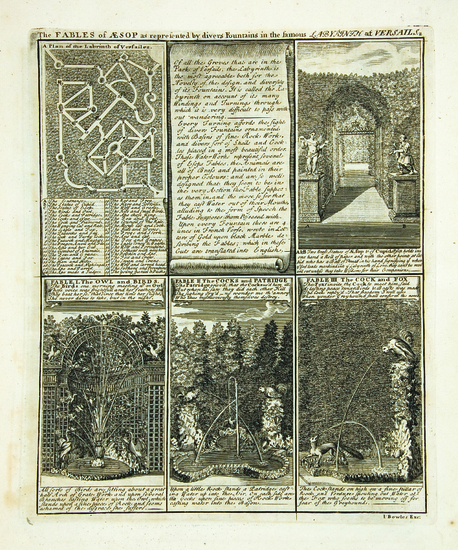
«Лабіринт Версаля», видання Джона Боулза.

## Успіх Лабіринту
Лабіринт користувався великою популярністю не тільки у Короля і Дофіна, а також серед знаті, що допускалася до Версальського парку. Зважаючи на це, у 1675 році було видане керівництво «Лабіринт Версаля» Перро, яке містило байки, описи фонтанів і вірші, написані поетом Ісааком Бенсераде для кожної байки. У 1677 році керівництво перевидали з гравюрами Себастьяна Леклерка. Невдовзі вийшло третє видання, в якому гравюри Леклерка були прикрашені Жаком Бейлі. Маленька кишенькова книжечка була розкішно оправлена червоним сап'яном зі витісненим позолотою оздобленням. Також керівництво переклали і двічі видали англійською: під редакцією Джона Боулза і в книзі «Езоп при Дворі» Даніеля Белламі старшого з гравюрами Джоржа Бікхема.
У тому, що Версальський парк викликав подив у відвідувачів і дипломатів з інших країн, Лабіринт відігравав значну роль. В ілюстрованому путівнику, надрукованому в Амстердамі у 1682 році, робота Ленотра була оцінена дуже високо: «Серед усіх цих творів немає нічого більш чудово й похвального, ніж Королівський парк у Версалі, і у ньому — Лабіринт… Перехрестя і повороти Лабіринту, оточені з обох боків зеленим підстриженим живоплотом, зовсім не нудні, оскільки завжди близько знаходяться скульптури і фонтани, які розповідають загадкові і повчальні байки Езопа.»
Композитор Маре Марен, найнятий у 1676 році музикантом до Королівського двору Версаля, був знайомий з Лабіринтом. До свого твору «Лабіринт та інші історії» він написав анонс: «Хтось входить до лабіринту, спускається до качок і собак, і знову піднімається поруч з Вакхом». Маре Марен також знав, що поруч з Лабіринтом був інший боскет, відомий як Бальна зала, можливо, саме тому ця довга і таємнича п'єса закінчується чаконою.

## Езоп і Купідон

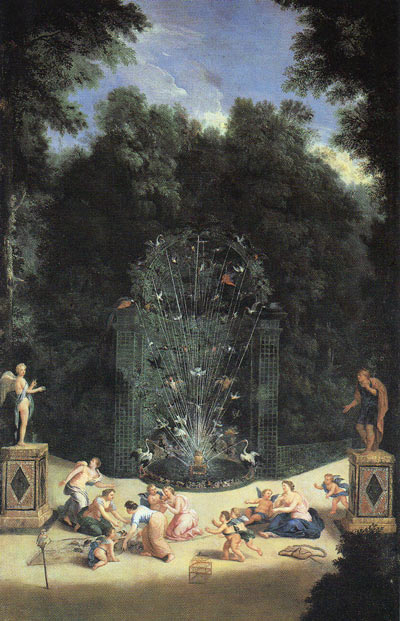
Вхід до Лабіринту;
робота Жана Котелля.

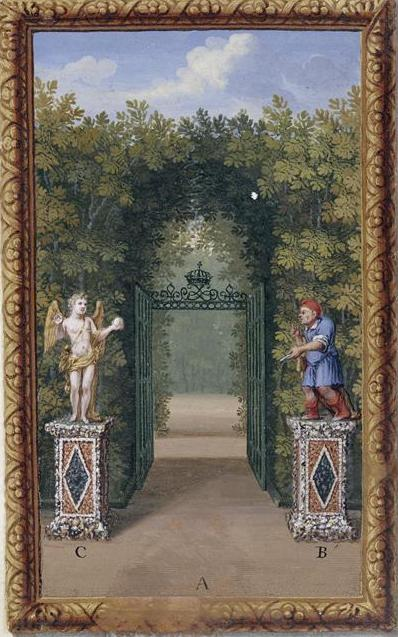
Вхід до Лабіринту Версаля і статуї Езопа та Купідона;
з «Лабіринту Версаля» Жака Бейлі.

Біля входу до Лабіринту були розміщені дві статуї: одна — Езопа, який тримав сувій паперу (роботи Легро), інша — Любові або Купідона, який тримав у руці клубок ниток, подібно Аріадні (роботи Тюбі).
Перро писав про ці дві статуї: «У Езопа є згорток паперу, який він показує Любові, у якої є клубок ниток; це ніби говорить, якщо Бог помістив людину до обтяжливого лабіринту, немає ніякої таємниці як звідти вибратись, поки Любов супроводжується Мудрістю, якої Езоп вчить у своїх байках.»

## Байки в Лабіринті
1. Пугач і птахи (Le duc et les oiseaux, Perry[en] 614)
2. Півні і куріпка (Les coqs et la perdrix, Perry 23)
3. Півень і лис (Le coq et le renard, Perry 252)
4. Півень і діамант (Le coq et le diamant, Perry 503)
5. Повішений кіт і пацюки (Le chat pendu et les rats, Perry 79)
6. Орел і лис (L'aigle et le renard Perry 1)
7. Павичі і сойка (Les paons et le geai, Perry 472)
8. Півень і індик (Le coq et le coq d'Inde)
9. Павич і галка (Le paon et la pie, Perry 219)
10. Дракон, ковадло і пила (Le dragon, l'enclume et la lime, Perry 93)
11. Мавпа і її малюки (Le singe et ses petits, Perry 218)
12. Пташиний бій (Le combat des oiseaux, Perry 566)
13. Курка і курчата (La poule et les poussins, Perry 601)
14. Лис і журавель, перша частина (Le renard et la grue, Perry 426)
15. Журавель і лис, друга частина (La grue et le renard, Perry 426)
16. Павич і соловей (Le paon et le rossignol, Perry 509)
17. Папуга і мавпа (Le perroquet et le singe)
18. Суддя мавпа (Le singe juge, Perry 474)
19. Щур і жаба (Le rat et la grenouille, Perry 384)
20. Кролик і черепаха (Le lièvre et la tortue, Perry 226)
21. Вовк і журавель (Le loup et la grue, Perry 156)
22. Коршак і птахи (Le milan et les oiseaux)
23. Мавпа король (Le singe roi, Perry 81)
24. Лис і цап (Le renard et le bouc, Perry 9)
25. Рада щурів (Le conseil des rats, Perry 613)
26. Жаби і Юпітер (Les Grenouilles et Jupiter, Perry 44)
27. Мавпа і кіт (Le singe et le chat, відсутня у Perry)
28. Лис і виноград (Le renard et les raisins, Perry 15)
29. Eagle and Beetle (L'aigle, le lapin et l'escarbot, Perry 3)
30. Вовк і їжатець (Le loup et le porc-épi)
31. Багатоголовий змій (Le serpent à plusieurs têtes)
32. Маленька миша, кіт і півник (La petite souris, le chat et le cochet)
33. Коршак і голуби (Le milan et les colombes, Perry 486)
34. Мавпа і дельфін (Le dauphin et le singe, Perry 73)
35. Лис і ворон (Le renard et le corbeau, Perry 124)
36. Про лебедя і журавля (Du cygne et de la grue, Perry 233)
37. Вовк і голова (Le loup et la tête, Perry 27)
38. Змія та їжак (Le serpent et le porc-epic)
39. Качки і маленький спаніель (Les cannes et le petit barbet)

## Зруйнування
У 1778 році Лабіринт був зруйнований за розпорядженям Людовика XVI, який посилався на велику вартість його утримання. На місці Лабіритну був облаштований дендрарій з екзотичних дерев в англійському стилі, який отримав назву Боскет Королеви. У 1785 році саме в цій частині Версальського парку стався епізод, пов'язаний зі справою про намисто королеви, яка скомпроментувала Марію-Антуанетту. Від колишнього Лабіринту Версаля збереглись 34 фрагменти фонтанів і дві статуї Амура та Езопа, вони зберігаються в запасниках Національного музею замків Версаля і Тріанона.